# Марбурзька шпалерна фабрика
Марбурзька шпалерна фабрика (Marburger Tapetenfabrik) — найстаріше підприємство з виробництва шпалер, розташоване в Німеччині.

## Історія компанії
Більш ніж 170 років тому, в далекому 1845 році, коли Йоханом Бертрамом Шефером (англ. Johann Bertram Schaefer) був відкритий спеціалізований магазин з продажу товарів для внутрішнього оздоблення приміщень, з якого згодом і виросла Марбурзька шпалерна фабрика. Сучасна Марбурзька шпалерна фабрика являє собою сімейне підприємство, кероване ось уже п'ятим поколінням своїх власників.
1875 р. — Йохан Конрад Шефер (Johann Konrad Schaefer) починає виробляти шпалери на шпалерній фабриці «У каменя пілігримів» (нім. «Am Pilgrimstein»). Незважаючи на спустошливий пожежа 1882 року, з часом шпалерне виробництво активно зростає і розширюється.
1922—1956 р.р. — Бетрам Шефер (Betram Schaefer) Зруйнована під час Другої світової війни (в 1945-му році) виробництво було перенесено і відновлено на новому місці — у місті Кірхгайн, де фабрика знаходиться і понині.
1946—1980 р.р. — Вальтер Айтель (Walter Eitel) Справами підприємства управляє зять попереднього власника.
З 1979 р і до цього дня — Ульріх Айтель (Ullrich Eitel) знаходиться біля керма сімейного підприємства. 1983-му році пожежа створює непросту для підприємства ситуацію, з якої воно з честю виходить завдяки впровадженню інновацій.

## Інновації
- 1965 р. — «Domotex»: винахід текстильних шпалер
- 1973 р. — шпалери зі структурованою / рельєфною поверхнею: виконані за технологією рельєфного друку, створюють революцію на ринку шпалер
- 1990 року — шпалери «Patent Decor»: шпалери зі структурованою поверхнею під фарбування, на флізеліновій основі і з можливістю видалення
- 1993 р. — екологічні шпалери зі структурованою поверхнею: зроблені на 100 % без ПВХ, хлору і пластифікаторів
- 1995 — «м'яті» шпалери: вироблені індустріальним способом шпалери з унікальною, рельєфною поверхнею
- 1996 р. — шпалери, що захищають від впливу електромагнітних полів
- 2012 року — колекція Karat: шпалери з нанесеними на поверхню довільними зображеннями, що представляють собою довговічні аплікації зі стразів або перлів
- 2015 р. — шпалери «Art Luminaire»: симфонія шпалер і світла

## Захист навколишнього середовища
Марбурзька шпалерна фабрика — це єдиний виробник шпалер, який з 1990 року сертифікований відповідно до стандарту DIN EN ISO 9001 (менеджмент якості). На щорічному зовнішньому обов'язковому аудиті перевіряється, чи може підприємство зберегти свою сертифікацію. Стандарт DIN EN ISO 9001 визначає в тому числі екологічні цілі в стратегії якості, при розробці продукції, для захисту навколишнього середовища в технології виготовлення і для екологічно прийнятною переробки відходів.